# Jesse Malin
Jesse Malin (New York, 26 gennaio 1968) è un cantautore statunitense di New York. Ha collaborato con varie band tra cui gli Heart Attack e i D Generation. Pubblica ora dischi da solista.
Il suo stile ricorda fortemente la scuola dei cosiddetti ragazzi con la chitarra (rocker dall'apporto tradizionale, da Bruce Springsteen a Neil Young passando per Paul Westerberg, Steve Wynn) e si distacca dal punk metropolitano che proponeva quando era cantante dei D Generation.
Esordisce nel 2003 con The Fine Art of Self Destruction (Fargo). Il disco è prodotto dall'amico Ryan Adams e vede la partecipazione di Melissa Auf Der Maur. Le canzoni denotano un imprinting fortemente roots, e si muovono attraverso le loro storie metropolitane in un universo musicale - quello dei cantautori - recentemente tornato alla ribalta (almeno per quanto riguarda negli Stati Uniti.
La sua seconda prova discografica, The Heat, esce nel 2004 per la One Little Indian ed è caratterizzato da una presenza più copiscua di ballate introspettive e romantiche.
Nel 2007 è uscito il suo terzo disco, Glitter In The Gutter, sempre per One Little Indian. Nel disco - specie di riassunto e sintesi tra la foga elettrica degli esordi e il gusto per le ballads - è presente una cover di Bastards of Young, canzone dei Replacements e un duetto con Bruce Springsteen.

## Discografia base

### Album da solista
- 2000: 169 (EP)
- 2002: The Fine Art of Self Destruction (Fargo)
- 2003: The Wendy EP (EP)
- 2004: The Heat (One Little Indian)
- 2007: Glitter in the Gutter (One Little Indian)
- 2008: On Your Sleeve
- 2008: Mercury Retrograde
- 2010: Love It To Life
- 2015 New York Before the War
- 2015 Outsiders
- 2019: Sunset Kids
- 2021: Sad And Beautiful World

### Singoli da solista
- 2003: Queen of the Underworld
- 2003: Wendy
- 2003: Happy Holidays 2003
- 2003: Messed Up Here Tonight
- 2004: Mona Lisa
- 2007: Tomorrow, Tonight
- 2007: Don't Let Them Take You Down
- 2007: Broken Radio
- 2008: In the Modern World

### Collaborazioni
- 2001: To Be Somebody con i Bellvue
- 2002: Toxic Lullabies: 1980-1984 con gli Heart Attack
- 2002: We Are Fuck You con i The Finger
- 2002: The Song Ramones the Same - album tributo alla band punk dei Ramones